# Trienopa fasciata
Trienopa fasciata är en insektsart som beskrevs av Melichar 1906. Trienopa fasciata ingår i släktet Trienopa och familjen sköldstritar. Inga underarter finns listade i Catalogue of Life.